# یاشلیار
یاشلیار (انگلیسی: Yashlyar) یک شهرک در شهرستان میاکینسکی استان باشقیرستان کشور روسیه است.